# قسم حومة الريفي (مقاطعة بندر لنجة)
قسم حومة الريفي (بالفارسية: دهستان حومه) هي منطقة ريفية تقع في إيران في الناحية المركزية. يقدر عدد سكانها بـ 9,624 نسمة .